# Buckshot Roulette
Buckshot Roulette es un videojuego de terror independiente de mesa desarrollado y publicado por el desarrollador de juegos estonio Mike Klubnika el 28 de diciembre de 2023. En un inicio fue publicado en itch.io, y más tarde fue lanzado en Steam por Critical Reflex el 4 de abril de 2024 para coincidir con una nueva actualización.[cita requerida]
El juego, frecuentemente comparado con el videojuego roguelike Inscryption, presenta unos visuales atrevidos e industriales inspirados en consolas antiguas. Klubnika desarrolló el juego en el motor de videojuegos Godot, y también compuso la banda sonora del juego.[cita requerida]
El juego rápidamente se hizo popular en línea a principios de 2024 y fue elogiado por los críticos y los jugadores por su uso de la estrategia y rejugabilidad.[cita requerida]
Aparentemente, el juego vendió un millón de copias en Steam en tan solo dos semanas.[cita requerida]

## Jugabilidad
El jugador juega una partida modificada de la ruleta rusa contra una entidad conocida como "el Repartidor" (the Dealer), y tiene lugar en un club nocturno subterráneo. Se utiliza una escopeta de corredera en lugar del revólver utilizado tradicionalmente.
El juego consta de tres rondas. Al comienzo de cada ronda, el Repartidor carga la escopeta con un número determinado de cartuchos cargados y de fogueo en un orden aleatorio. El jugador elige si disparar al Repartidor o a sí mismo. Si el cartucho está cargado, al que le ha sido disparado perderá una vida. En cambio, si el cartucho es de fogueo, el jugador puede continuar su turno si se ha disparado a sí mismo o no le hará daño alguno al oponente si ha elegido al homónimo.
Las vidas están representadas por cargas de desfibrilador administradas por una máquina. Ambos personajes tienen dos cargas en la primera ronda, cuatro cargas en la segunda ronda y cinco cargas en la tercera ronda. El primero que pierda todas sus cargas pierde la ronda.
El jugador y el Repartidor pueden revivir de forma indefinida las primeras dos rondas, pero en la tercera ronda se cortan los cables del desfibrilador, lo que deja a la parte afectada bajo un modo de muerte súbita que obliga al jugador a reiniciar desde el principio si pierde.
Si el cargador de la escopeta está vacío y nadie ha muerto, el Repartidor vuelve a cargar la escopeta con otra carga de cartuchos.
A partir de la segunda ronda, se distribuyen un conjunto de objetos a cada personaje junto con cada carga para otorgar diferentes ventajas. Hay un total de once objetos, dos exclusivos del modo multijugador.
- Una tubería de adrenalina, que permite robarle un objeto al enemigo.
- Una lata de cerveza, que saca el cartucho que se encontraba cargado en la escopeta sin perder el turno.
- Un teléfono, que da información acerca del futuro de la partida.
- Un paquete de cigarrillos, que recarga una vida. No funciona durante la muerte súbita en la tercera ronda.
- Un paquete de medicina caducada que tiene un 50% de ganar dos cargas o de perder una.
- Una sierra de mano que convierte la escopeta en una escopeta recortada que quita dos cargas en lugar de quitar sólo una.
- Un par de esposas, que saltan el siguiente turno del oponente.
- Una lupa, que permite ver el cartucho cargado actualmente en la escopeta.
- Una máquina inversora, que invierte el cartucho actual. Es decir, si es de fogueo pasa a estar cargado y viceversa.
- Un control remoto, que invierte el sentido de la partida. Exclusivo del modo multijugador.
- Una máquina omisora, que salta el turno del jugador escogido. Exclusivo del modo multijugador.

Una vez que el Repartidor es derrotado al menos una vez, se desbloquea un modo de juego infinito llamado "Doble o nada" que se inicia tomando un bote de pastillas en el inicio. En este modo, al comienzo de cada ronda se entrega una cantidad aleatoria de objetos y una cantidad aleatoria de vidas. Al vencer al Repartidor, el jugador puede elegir si salir con el dinero ganado o si arriesgarse a multiplicar por dos sus ganancias. Puede hacerlo de forma infinita pero, si pierde, obligará al jugador a repetir todo desde el principio y no le dará la opción de continuar.

## Recepción
Buckshot Roulette ganó su popularidad en Twitch y TikTok, y posteriormente llegó a YouTube.[cita requerida]